# Monique Sluyter
Monique Sluyter (Sneek, 27 luglio 1967) è una modella, conduttrice televisiva e cantante olandese.
È divenuta nota a cavallo tra gli anni ottanta e novanta grazie alla sua partecipazione, in qualità di valletta, alle trasmissioni Colpo grosso e Tutti frutti. In seguito al successo televisivo si è affermata come modella e conduttrice televisiva, concentrando la sua attività prevalentemente nei Paesi Bassi.

## Biografia

Le ragazze portafortuna di Colpo Grosso, Monique Sluyter si trova sulla destra

Al compimento del suo diciottesimo anno di età si è trasferita a Milano, dove ha cominciato la sua attività di modella. Ha esordito in televisione nella stagione 1989-90 della trasmissione cult di Italia 7 Colpo grosso, nel ruolo di valletta del conduttore Umberto Smaila. Ha ricoperto lo stesso ruolo nella versione tedesca del programma, intitolata Tutti frutti, affiancando in questo caso Hugo Egon Balder, trasmessa da RTL Television.
Sempre in questi anni ha inciso il singolo I Want Your Body, insieme al gruppo Nymphomania, inserito nel 1993 nella colonna sonora del film Una vita al massimo di Quentin Tarantino. Ha inciso anche la sigla di apertura, sempre della stagione 1989-90, di Colpo grosso, Supereurope, pubblicata come 45 giri dalla RTI Music insieme alla sigla di chiusura Cià presente Colpo grosso? incisa da Umberto Smaila.
È tornata nei Paesi Bassi nel 1992 nella trasmissione Erotica, sull'emittente nazionale Veronica. Subito dopo, è stata ragazza copertina di Playboy Paesi Bassi per quattro volte e una volta per la versione USA. Successivamente ha proseguito la sua carriera di modella, recitando anche in alcuni film e in particolar modo prendendo parte ad alcuni episodi della serie tv Goudkust.
Nel 2000, sempre nei Paesi Bassi, ha partecipato all'edizione vip del Grande Fratello, esperienza bissata nella variante "Hotel" del format, sempre nei Paesi Bassi, nel 2006. Nel frattempo è tornata alla conduzione in Italia nel 2005, affiancando l'ex concorrente del Grande Fratello Sergio Volpini in Showgirls, trasmissione di Happy Channel che raccoglie, di fatto, l'eredità delle repliche di Colpo grosso, le cui puntate continuano ad andare in onda dopo anni.

## Televisione
- Colpo grosso (Italia 7, 1989-1991)
- Tutti frutti (RTL Television, 1989-1991)
- Erotica (Veronica, 1992-1993)
- Grande Fratello Vip (concorrente, 2000)
- Showgirls (Happy Channel, 2005)
- Hotel Big Brother (concorrente, 2006)

## Discografia

### Singoli
- 1989 - Cia' presente Colpo Grosso?/Super Europe split con Umberto Smaila
- 1991 - I Want Your Body con i Nymphomania